# U-413
Unterseeboot 413 (U-413) foi um submarino tipo VIIC da Kriegsmarine que atuou na Segunda Guerra Mundial.
Foi iniciada a sua construção a 25 de Abril de 1941 pela Danziger Werft, de Gdansk. Foi lançado ao mar em 3 de Junho de 1942, com o capitão Gustav Poel em comando. Poel comandou o submarino (recebendo uma promoção a Kapitänleutnant) até 19 de Abril de 1944, quando foi substituido por Dietrich Sachse.
O U-413 levou a cabo oito patrulhas na Segunda Guerra Mundial, afundando seis embarcações, num total de 37 985 toneladas.
A 19 de Novembro de 1942, o U-boat foi atacado por cinco bombas de um avião Lockheed Hudson britânico e  gravemente danificado, sendo obrigado a retornar à base na Alemanha.
O U-413 não sofreu baixas até 20 de Agosto de 1944, quando foi afundado no Canal da Mancha por cargas de profundidade dos navios contra-torpedeiros britânicos HMS Wensleydale, HMS Forester e HMS Vidette. De sua tripulação de 46 homens apenas um sobreviveu.

## Comandantes
| Comandante            | Data                                       |
| --------------------- | ------------------------------------------ |
| Kptlt. Gustav Poel    | 3 de junho de 1942 - 19 de abril de 1944   |
| Oblt. Dietrich Sachse | 20 de abril de 1944 - 20 de agosto de 1944 |

## Subordinação
Durante o seu tempo de serviço, esteve subordinado às seguintes flotilhas:
| Período                                      | Flotilha                                  |
| -------------------------------------------- | ----------------------------------------- |
| 3 de junho de 1942 - 31 de outubro de 1942   | 8. Unterseebootsflottille (treinamento)   |
| 1 de novembro de 1942 - 20 de agosto de 1944 | 1. Unterseebootsflottille (serviço ativo) |

## Operações conjuntas de ataque
O U-413 participou das seguinte operações de ataque combinado durante a sua carreira:
- Rudeltaktik Westwall (8 de novembro de 1942 - 19 de novembro de 1942)
- Rudeltaktik Jaguar (10 de janeiro de 1943 - 31 de janeiro de 1943)
- Rudeltaktik Pfeil (1 de fevereiro de 1943 - 9 de fevereiro de 1943)
- Rudeltaktik Adler (11 de abril de 1943 - 13 de abril de 1943)
- Rudeltaktik Meise (13 de abril de 1943 - 27 de abril de 1943)
- Rudeltaktik Star (27 de abril de 1943 - 4 de maio de 1943)
- Rudeltaktik Fink (4 de maio de 1943 - 6 de maio de 1943)
- Rudeltaktik Naab (12 de maio de 1943 - 15 de maio de 1943)
- Rudeltaktik Donau 2 (15 de maio de 1943 - 26 de maio de 1943)
- Rudeltaktik Schlieffen (14 de outubro de 1943 - 22 de outubro de 1943)
- Rudeltaktik Siegfried (22 de outubro de 1943 - 27 de outubro de 1943)
- Rudeltaktik Siegfried 2 (27 de outubro de 1943 - 30 de outubro de 1943)
- Rudeltaktik Körner (30 de outubro de 1943 - 2 de novembro de 1943)
- Rudeltaktik Tirpitz 2 (2 de novembro de 1943 - 8 de novembro de 1943)
- Rudeltaktik Eisenhart 8 (9 de novembro de 1943 - 11 de novembro de 1943)